# Karelský medvědí pes
Karelský medvědí pes (anglicky: Karelian Bear Dog, finsky: Karjalankarhukoira) je plemeno psa, pocházející z hraniční oblasti Ruska a Finska. Je blízký příbuzný s ruskými lajkami a byl vyšlechtěn především k lovu medvědů, proto také má v názvu "medvědí".

## Historie
Toto plemeno oficiálně není moc staré, pouze od začátku 20. století, avšak psi podobní těmto se v Rusku a na Skandinávském poloostrově objevují již po více než dvě stovky let. Za možné předchůdce se řadí všechny ruské lajky či jiní špicové; toto plemeno totiž vykazuje jeden důležitý znak pro špice, a to je ocas zakroucený nad hřbetní linií. Systematický chov začal až ve 30. letech 20. století. Za místo jejich vzniku se považuje ruské město Karélie, kde bylo uzpůsobeno k lovu medvědů a losů a to vše přesně tak, aby se dokázalo udržet i v mrazivých sibiřských podmínkách. Za své jej ale přijalo Finsko, protože toto plemeno je "pohraniční" a chovu se Rusko prakticky neúčastnilo.
První standard dle FCI byl stanoven v roce 1945.
2015: Hlavně proto, že se Rusko na chovu tohoto plemeno moc nepodílelo, je rozšířené hlavně ve Finsku a Švédsku. V České republice toto plemeno zatím zastřešuje jeden klub a to je Klub karelských medvědích psů a lajek Praha. V České republice je toto plemeno rozšířenější než třeba západosibiřská lajka, ale přesto je zde jen málo chovných jedinců, např. šampionů je pouze 67.

## Vzhled

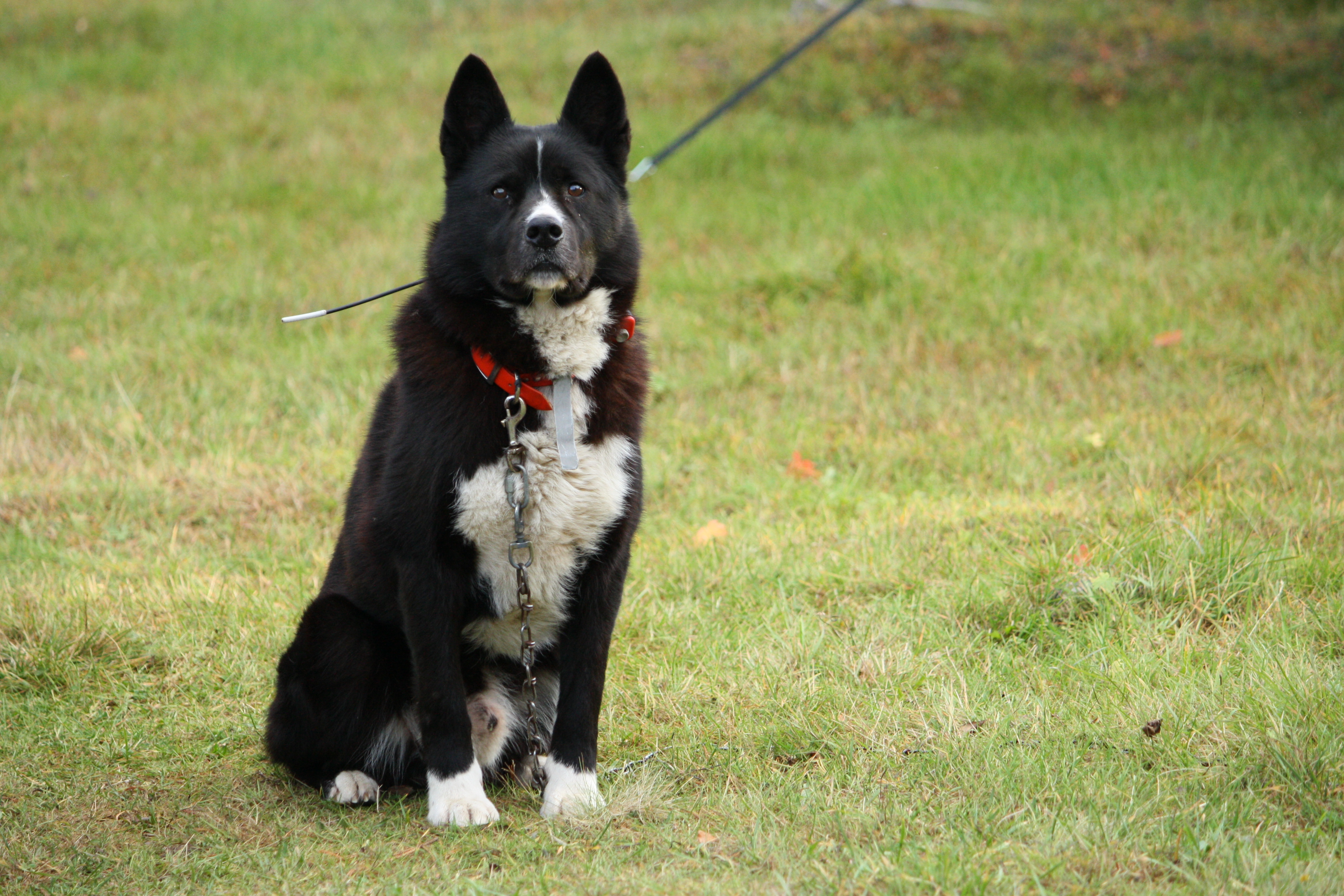

Má velmi dobře osvalené celé tělo, které je neustále ve střehu. Je spíše lehké konstrukce, i když se to nemusí zdát. Má skutečně lehkou a vyváženou kostru celého těla. To pokrývá hustá srst, kterou mají všichni ostatní severští psi (aljašský malamut, sibiřský husky, západosibiřská lajka aj.). Je pouze černobílé barvy, a to tak, že má černé sedlo na zádech, černou masku a černé nohy, hrudník a větší část předních nohou bývají bílé, to se ale může lišit. Srst dobře kryje proti vodě i zimě, v létě dokáže i ochlazovat.
Má poměrně velkou a vyváženou hlavu s krátkým čumákem, uši jsou středně dlouhé a vztyčené, oči malé, většinou hnědé barvy a hluboko posazené. Bělmo není vidět. Stop je nevýrazný, téměř nevyznačený. Zuby mají dokonalý nůžkovitý skus.
Krk je dlouhý, rovný a osvalený. Srst na něm může vytvářet límec. Hřbet je dlouhý, rovný a velmi široký. Celý osrstěný. Ocas je pro všechny špice důležitý poznávací znak, je totiž zatočený nad hřbetní linií, a to v akci, ale i v klidu. Neměl by být pod hřbetní linií. Je vysoko posazený.
Nohy jsou dlouhé, osrstěné a dobře osvalené, připravené na dlouhý běh. Nesmí být do "O" či jinak vyklenuté.

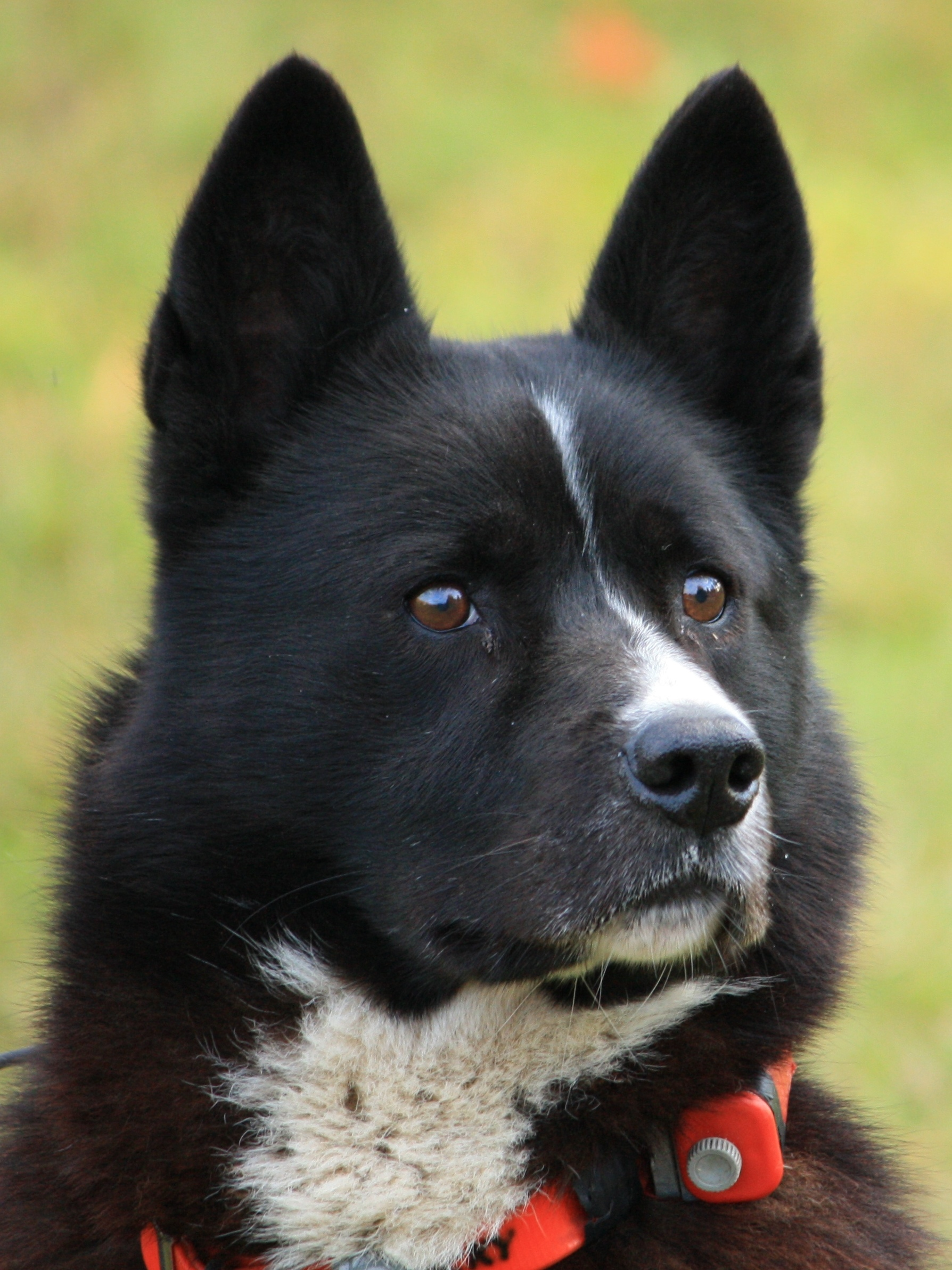

Psi váží okolo 23 kg, což je ideální váha. Feny o něco méně; jejich váha je od 20 do 23 kg. Výška v kohoutku je 40–45 cm.

## Povaha
Vyrovnaný, vždy nad věcí a velmi sebejistý pes. Schopný pracovat samostatně a velmi temperamentní a aktivní. Není hravý; většinou ani štěňata tohoto plemena nemají hravou povahu. Tito psi jsou vždy vážní a nikdy úplně neprojevují své city k majiteli. K majiteli většinou nechovají lásku ani závislost, váže je k němu jen loajalita, pokud je tedy psovod dobře vycvičil i vychoval. Je také velmi inteligentní a mazaný.
Je to pes pro jednoho pána, k nikomu jinému není tak loajální a nikoho jiného často ani neposlouchá, hodí se spíše pro jednotlivce.
Není dobré chovat více psů dohromady, protože psi (samci) mohou být velmi dominantní k ostatním zvířatům a to může vyústit v potyčky s jinými psy, ale dokonce i lidmi. Nemají dobrý vztah k jiným zvířatům a je nutná velmi důkladná socializace v útlém věku, kdy se pes seznámí se vším, co ho v životě dále potká.
S dětmi jsou schopní vycházet, ale je lepší pořizovat si je spíše ke starším školákům, kteří psovu dominanci vůči nim dokáží dobře potlačit. Pokud si "své" děti oblíbí, je možné, že je bude chtít bránit při hře s cizími, které nezná.
K cizím se chová neutrálně a pokud je nezná od útlého věku, nikdy se je neoblíbí. Nesmí ale být příliš agresivní nebo nevrlý, to je totiž diskvalifikační chyba a všichni takovíto jedinci musí být vyřazení z chovu pro špatnou povahu, kterou by štěňata mohla zdědit. Ve Finsku se chov velmi hlídá a při takové chybě jsou prověřeni i rodiče agresivního psa, zda ji nepodědil po nich.

## Péče
Je velmi náročný na výchovu, výcvik a pohyb. Nejlépe se hodí pro aktivní myslivce a zkušené kynology. Využívá se jako lovecký pes, je také dobrým hlídačem. Chovat ho jako společníka se nedoporučuje.
Vyžaduje opravdu hodně volného pohybu i prostoru. Má rád všechny druhy pohybu, ale není pro něj nejvhodnější běhat v létě při velkých horkách, má totiž sklony k úpalu, srst totiž nechladí tak, aby ho 100% ochránila.
Vhodné umístění je trvale venku v boudě, u domku s velkou zahradou.